# ATOM (アダルトビデオ)
ATOM（アトム）は、日本のアダルトビデオメーカー。

## 概要
2010年11月、ソフト・オン・デマンド（SOD）グループのアダルト総合エンターテインメントメーカーとして事業開始。
TV企画とAV企画を掛け合わせた作品などを企画。
2016年3月をもってSODグループを離脱。
Hunter・Apache・お夜食カンパニー・ゴールデンタイムと共に「HHHグループ」を結成し、アウトビジョングループに参加。
2021年5月のリリースが最後のリリースとなっている。

## 作品一覧
| 2010年   | 2010年                                                                                       | 2010年                                                           | 2010年 |
| 品番     | タイトル                                                                                     | 出演女優                                                         |        |
| -------- | -------------------------------------------------------------------------------------------- | ---------------------------------------------------------------- | ------ |
| ATOM-001 | 見て!さわって!ヤレる!わんぱくジャングルツアーズ                                              | 川上ゆう（森野雫）...他                                          |        |
| ATOM-002 | カリデカ                                                                                     | 葉山潤子、菅野しずか                                             |        |
| ATOM-003 | 放送できない衝撃映像を世に放つ!特命放送禁止バスターズ                                        |                                                                  |        |
| ATOM-004 | ヤラず嫌い女王決定戦                                                                         | 晶エリー（新井エリー、大沢佑香）、浅倉彩音、大塚ひな、和葉みれい |        |
| ATOM-005 | 耳で感じる!生声以上のエロボイス「絶対声感!」                                                 |                                                                  |        |
| ATOM-006 | これさえあれば即ハメ率100%!今すぐヤリたがっている女がわかるメガネ『ソクハメーる』を極秘入手! |                                                                  |        |
| ATOM-007 | 終われま10（テン）                                                                           | 水玉レモン、月島うさぎ、風見渚                                   |        |

| 2011年   | 2011年 | 2011年                                                 | 2011年 |
| 品番     | タイトル | 出演女優                                               |        |
| -------- | --- | ------------------------------------------------------ | ------ |
| ATOM-008 | ふぞろいの果実たち | 川上ゆう、澤村レイコ、瀬奈涼                           |        |
| ATOM-009 | M女1グランプリ |                                                        |        |
| ATOM-010 | 逃亡中 | 浜崎りお、早乙女ルイ、妃乃ひかり、哀川りん             |        |
| ATOM-011 | 失神泡吹き痙攣風船オルガズム |                                                        |        |
| ATOM-012 | 小峰ひなた初めての辱め散歩これが私の限界です! | 小峰ひなた                                             |        |
| ATOM-013 | グー○ンヌーボ 〜偽番組収録にホイホイやってくるような素人娘たちは、エロガールズトークそのままのシチュエーションを用意すれば簡単に股をひらく!〜 | 日高ゆりあ                                             |        |
| ATOM-014 | オトナの日本昔ばなし ダッチワイフの恩返し | 椎名みくる                                             |        |
| ATOM-015 | 世界の果てまでイッて!ドP（ピュー）！世界一の素人美女探しの旅 |                                                        |        |
| ATOM-016 | 日本列島ダーツで田舎に泊まってウルウル滞在記 | 音羽レオン                                             |        |
| ATOM-017 | 拘束路線バス 松すみれ | 松すみれ                                               |        |
| ATOM-018 | 1%でも簡単にヤレる可能性があるなら即!調査開始!〜お手軽!簡単!モバイルオークション・モ○オクの裏側〜 |                                                        |        |
| ATOM-019 | いたずらっ娘クラブ 〜エロゲリラ48人隊〜 |                                                        |        |
| ATOM-020 | つぼみにカリデカ | つぼみ                                                 |        |
| ATOM-021 | 貝盗ロワイヤる! 〜誰でもボタン一つで他人の女を寝盗りホーダイ!〜 |                                                        |        |
| ATOM-022 | ねるとん紅鮑団 普段、生々しいAV撮影やモロ出し画像ばかり見て、男の欲求を満たす事に真剣なアダルト業界で働く日本一欲求不満でスケベな素人女子SP! |                                                        |        |
| ATOM-023 | 玄関あけたら裸のつぼみ | つぼみ                                                 |        |
| ATOM-024 | 超高級舐め舐めエステティックサロン |                                                        |        |
| ATOM-025 | 拝啓 母さん・・・上京して初めての一人暮らしはギャルしか住んでいない共同アパート。毎日チ○ポが痛くなるほど犯されていますが、僕はとっても幸せです・・・ 敬具 | 武藤クレア、桐生さくら、葉山由佳、霜月るな、宮下つばさ |        |
| ATOM-026 | 真夏のぬるぬるローションスライダー ドクロゾーンで止まるとローションまみれのスケベ罰ゲーム! |                                                        |        |
| ATOM-027 | 1日に2回も犯された不幸過ぎる6人の女達 |                                                        |        |
| ATOM-028 | ギルガーメッシュMIDNIGHT × 超ネ申星★アイドルチームLOVEエナジ→ セクシーアイドル15人をエロバラエティ企画で感じさせまくり! |                                                        |        |
| ATOM-029 | 徹底検証 AVメーカーとわかっていながら営業にやって来る働くお姉さんは、心のどこかでエッチなハプニングを期待しているから担当を替えないのか? |                                                        |        |
| ATOM-030 | 公衆便所いたずら隊 |                                                        |        |
| ATOM-031 | 初恋拉致便 |                                                        |        |
| ATOM-032 | みづなれいの自宅にいきなり押し掛けアポ無しファン感謝祭!! | みづなれい                                             |        |
| ATOM-033 | さとう遥希＋美人AD加藤 所持金0円!唯一の武器はお色気!女2人ヒッチハイクの旅 | さとう遥希                                             |        |
| ATOM-034 | ブルマっ娘だらけの大運動会 〜はみパン、まんスジ、ブルマ発射満載!14名のブルマっ娘が大ハッスル!!〜 |                                                        |        |
| ATOM-035 | 素人さんが勝手に無茶なことしてきてくれました!ガチ野外調教 |                                                        |        |
| ATOM-036 | 木下若菜がナースに化けて都内の某総合病院に潜入!溜まりまくった入院患者を喰いまくり! | 木下若菜                                               |        |
| ATOM-037 | 擦り付けオナペット 友田彩也香 | 友田彩也香                                             |        |
| ATOM-038 | デート中のカップルから彼氏を寝盗り、森ななこが彼女にバレないように彼氏をこっそり誘惑。その場で即エッチ! | 森ななこ                                               |        |
| ATOM-039 | 失神泡吹き痙攣ペットボトルロケットアクメ |                                                        |        |
| ATOM-040 | 逃亡中 浅乃ハルミ AIKA 真木今日子 桜花えり | 浅乃ハルミ、AIKA、真木今日子、桜花えり                 |        |
| ATOM-041 | お父さんクイズとは、総額1000万円以上という多額の借金を抱えた男の人生逆転クイズである。参加条件は『愛する娘を人質』として賭けること。10問正解すれば、娘は無事解放され、借金も全額返済となるが、1問間違える度に別室で待つ娘は仮面の男たちに強姦される。3問不正解で失格となり、父親が娘を犯す禁断の近親相姦が迫られる! |                                                        |        |
| ATOM-042 | 拘束路線バス 長澤あずさ | 長澤あずさ                                             |        |
| ATOM-043 | AV女優・眞木あずさが高校の同窓会で同級生をオトナ喰い! 他の同級生にはバレないように隠れて誘惑しまくってください! | 眞木あずさ                                             |        |
| ATOM-044 | ●校入試直前!いいなり三者面談 |                                                        |        |
| ATOM-045 | 笑い方を忘れた5人の少女たち |                                                        |        |
| ATOM-046 | 絶対に感じてはいけない病院24時間 | 北川瞳、橘ひなた、琥珀うた、桜りお                     |        |
| ATOM-047 | 親友クイズ それでもあなたは彼女を親友と呼べますか？ |                                                        |        |
| ATOM-048 | 高圧放水スプラッシュアクメ |                                                        |        |
| ATOM-049 | 近親相姦 芦名美帆 | 芦名美帆                                               |        |
| ATOM-050 | 僕が総理大臣になったら作りたいエッチな8つの法案 |                                                        |        |
| ATOM-051 | 汚い手で荒々しく抱かれたがる某外資系で働く年収800万以上のエリート女たち |                                                        |        |
| ATOM-052 | ハメトーーク | 松すみれ、ayami（赤西涼）                              |        |
| ATOM-053 | 新兵器べろべろクンニ自転車 |                                                        |        |
| ATOM-054 | 人の幸せを憎むナースは、看病に疲れ眠ってしまった妻の横で夫とヤる! |                                                        |        |
| ATOM-055 | 新人タレント偽温泉番組レポート |                                                        |        |
| ATOM-056 | 風俗に行ったら妹がまさかの風俗嬢!!想定外の近親相姦 |                                                        |        |
| ATOM-057 | 絶叫昇天日用品オルガズム |                                                        |        |

| 2012年   | 2012年 | 2012年                                                           | 2012年 |
| 品番     | タイトル | 出演女優                                                         |        |
| -------- | --- | ---------------------------------------------------------------- | ------ |
| ATOM-058 | ヤラず嫌い女王決定戦 | さとう遥希、友田彩也香、中山エリス、まりか                       |        |
| ATOM-059 | 金髪素人娘にブルマを着せたくて、東ヨーロッパまで行ってきました! |                                                                  |        |
| ATOM-060 | 実は父とデキていた娘 母は知らない父と娘の禁断の近親相姦 |                                                                  |        |
| ATOM-061 | 失神泡吹き痙攣風船オルガズム2 |                                                                  |        |
| ATOM-062 | 1日に2回も犯された不幸過ぎる6人の女達2 |                                                                  |        |
| ATOM-063 | 初めてのエステで失禁するほど感じてしまった私。 |                                                                  |        |
| ATOM-064 | 人気番組18禁化企画 究極ナンパ調査 ザ・スティンガー |                                                                  |        |
| ATOM-065 | 新兵器!拘束移動仮設トイレ 前田優希 | 前田優希                                                         |        |
| ATOM-066 | 勤務中にできる30分30,000円！高収入バイト。求む!現役ナース |                                                                  |        |
| ATOM-067 | 放送できない衝撃映像を世に放つ! 特命放送禁止バスターズ 「昼下がりの若妻団地売春」&「奴隷市場に売られる未成年者たち」&「下着置きゲーム!置き姫」編 |                                                                  |        |
| ATOM-068 | 密室エレベーター!ガニ股変態オナニー 愛花沙也 | 愛花沙也                                                         |        |
| ATOM-069 | クラスメイトには絶対に言えない保健室での空白の35分!身体測定でなぜかヌレてしまった女子高生が校医を襲う! |                                                                  |        |
| ATOM-070 | 人気番組18禁化企画 一度はお願いしたい!家政婦ランキング 美人すぎる家政婦をミタ |                                                                  |        |
| ATOM-071 | 拘束路線バス 北川瞳 | 北川瞳                                                           |        |
| ATOM-072 | 素人限定!目指せ!賞金100万円!声出しガマン選手権 |                                                                  |        |
| ATOM-073 | 人気番組18禁化企画 嘘○力坂 |                                                                  |        |
| ATOM-074 | 涙の強制近親相姦 |                                                                  |        |
| ATOM-075 | 男のカラダに触れるだけで発情しちゃうエステティシャン11人480分2枚組 |                                                                  |        |
| ATOM-076 | 人気番組18禁化企画 突撃!隣の若妻晩ごはん |                                                                  |        |
| ATOM-077 | 新人アイドル偽グラビア撮影 |                                                                  |        |
| ATOM-078 | 父親の歪んだ愛情表現で入院までさせた娘を入院先でも近親相姦 |                                                                  |        |
| ATOM-079 | 拘束公衆便所 大島あいる | 大島あいる                                                       |        |
| ATOM-080 | 人気番組18禁化企画 いきなり!黄金生活。高校卒業後、いきなり24時間AV生活！ |                                                                  |        |
| ATOM-081 | ナースだからエロいんじゃない!エロいからナースをやっている私は、白昼堂々患者を襲う白衣の小悪魔 |                                                                  |        |
| ATOM-082 | 人気番組18禁化企画 絶対にヤリたくない相手との壮絶性交SHOW 矛盾〜むじゅん〜 |                                                                  |        |
| ATOM-083 | 2作品収録!総勢10人425分2枚組! 「家に遊びに来た娘の友達を眠剤で眠らせて強姦しまくる父親。」 「家に遊びに来た姉の友達に姉にバレないように食べられちゃうボク。」 |                                                                  |        |
| ATOM-084 | 一ノ瀬アメリが… 家庭教師に成り済まして受験生の部屋に潜入! 童貞男子高校生を下品に誘惑!喰いまくり！ | 一ノ瀬アメリ                                                     |        |
| ATOM-085 | 人気番組18禁化企画 あとむの朝ズボッ! |                                                                  |        |
| ATOM-086 | 1日に5回も犯された不幸過ぎる少女 ももかさくら | ももかさくら                                                     |        |
| ATOM-087 | 母子家庭限定!素人母娘（おやこ）ツイスターゲーム |                                                                  |        |
| ATOM-088 | 『エロボイス』&『本人の生声』をダブルで収録! 松すみれが診察室で2人きり、エッチな治療をしてくれる爆乳女医に! 深田梨菜が誰もいない深夜のオフィスでHに癒してくれる後輩OLに! | 松すみれ、深田梨菜、桂木ゆに、一ノ瀬ルカ                         |        |
| ATOM-089 | 素人限定!超高額アルバイト 拘束痙攣（けいれん）媚薬バス |                                                                  |        |
| ATOM-090 | 風船割ったら即アウト!女子高生限定! 早着替え選手権 |                                                                  |        |
| ATOM-091 | 新人声優偽オーディション |                                                                  |        |
| ATOM-092 | 初めてのエステで失禁するほど感じてしまった女子高生の私…。 |                                                                  |        |
| ATOM-093 | 今井ひろのの自宅にいきなり押し掛け24時間チ●ポ挿れっぱなし生活！ | 今井ひろの                                                       |        |
| ATOM-094 | 超高額不謹慎アルバイト お金に困った街行くお嬢さん!絶対にヤッてはいけない場所（葬式・法廷・オフィス・家庭）に潜入して、不謹慎極まりないエッチなことをしてきてくれませんか? |                                                                  |        |
| ATOM-095 | 日本人平均を優に超えるモンスターチ○ポ カリデカ Maika 深田梨菜 | Maika、深田梨菜                                                  |        |
| ATOM-096 | 本屋さんの成人コーナーでこっそりエロ本を立ち読みしている女子高生は密かに感じまくって超敏感ボディ! お尻に軽く触れただけで足をガクガク震わせながらイキまくってその場で中出しするまで離してくれない! |                                                                  |        |
| ATOM-097 | 東京ハレンチパーク | ayami、眞木あずさ、雨宮琴音 他                                   |        |
| ATOM-098 | 2作品収録!総勢9人390分2枚組 『満員のエレベーターでお尻にずっと密着してくる勃起チ○ポにたまらず発情してしまうOL』『利尿剤入りのお茶を飲まされエレベーター内での失禁姿をカメラで撮られた素人娘は、もう何をされても拒めない!』                                                                                             |                                                                  |        |
| ATOM-099 | ハリウッド女優 新人発掘偽オーディション in LA |                                                                  |        |
| ATOM-100 | 桜木莉愛＋新人AD山田 所持金0唯一の武器は業界No.1Lカップのメガおっぱい!女2人ヒッチハイクの旅 | 桜木莉愛                                                         |        |
| ATOM-101 | 「媚薬」と「眠剤」を混ぜたら・・・超激薬効果!効果絶大!まさかの新発見!某高級住宅地に1日限定でオープンした偽アロマ整体院にやって来た清楚で巨乳なお嬢様に「媚薬」&「眠剤」入りの特製ドリンクを飲ませたら、超敏感ボディに変貌!泡まで吹いて思わず失禁!この後、さらにとんでもない事に・・・!                                 |                                                                  |        |
| ATOM-102 | 今、話題の原宿系ド派手ファション娘「派手子」の中身は上京デビューのヤリマン女! |                                                                  |        |
| ATOM-103 | 水着がとけて全裸になったら即ファック! とけるビキニで水鉄砲から逃げ切れ! | 木下若菜、音羽レオン、椎名ひかる、園田セイラ、須藤早紀、沙月由奈 |        |
| ATOM-104 | 正解すれば高額賞金!間違えればビーチでスケベ罰ゲーム! 真夏のド素人○×クイズ |                                                                  |        |
| ATOM-105 | 大人のイタズラ日記 完全撮り下ろし!未公開イタズラ25連発! 総被害者30人360分 |                                                                  |        |
| ATOM-106 | 実の母親に売られた不幸過ぎる6人の女子高生 |                                                                  |        |
| ATOM-107 | 地元でカワイイと評判の【うぶっ娘ゴルファー】に某有名ゴルフ雑誌の特集記事 『未来のアイドルゴルファーは君だ!』の取材だと騙してスケベな写真を撮りまくって、 Hなことを色々としちゃいました! |                                                                  |        |
| ATOM-108 | 素人限定!高額アルバイト 超粘着とりもち拘束! |                                                                  |        |
| ATOM-109 | 怒れる肉食女子たちがかけてくるプロレス技のパワハラに興奮して勃起してしまった僕のチ○ポにまさかの逆発情!? |                                                                  |        |
| ATOM-110 | 『街行くお嬢さん!5分間だけAVに出演してくれませんか?』 超短期アルバイトの高額報酬に釣られた素人女性に実際の経過時間なんて教えずに、ガッツリ本番までヤっちゃいました! ※もちろん5分じゃ終わりません！ |                                                                  |        |
| ATOM-111 | 日本では認められないオタクの僕が東ヨーロッパで日本人丸出しの格好をしていただけで、 日本では到底縁の無い8頭身美女が声をかけてきた! |                                                                  |        |
| ATOM-112 | 街行く女性が知らない間に全員エントリー! 勝手に二択ゲーム! |                                                                  |        |
| ATOM-113 | ロリ女子高生赤面おもらしオイルエステ |                                                                  |        |
| ATOM-114 | お金欲しさに参加してしまった[コンドームサンプルモニター]。 コンドームの強度を調べる為とはいえ、知らない男性の前で裸になってアソコに指を入れられたり、バイブを突っ込まれたり…、最後はエッチまでしてしまいました・・・。しかも!!試作段階のコンドームが破れてしまって、中に出されちゃったんです・・・。                   |                                                                  |        |
| ATOM-115 | 「父親」と「娘」の両方に媚薬を飲ませたら・・・親子媚薬近親相姦 |                                                                  |        |
| ATOM-116 | 超高額ドMアルバイト 男子公衆便所に潜入して、スケベグッズを使って男を興奮させて、ドスケベな映像を撮って来てください! |                                                                  |        |
| ATOM-117 | あまりにも「無防備」すぎる姪っ子に思わず勃起! 久しぶりに会った東京に住む姪っ子は、僕の住む田舎では絶対に見かけることのないモデルのような素敵な女性に成長していた! そんな姪っ子が不意に見せる無防備なチラリズムに興奮が抑えられない僕の異変に気付いた姪っ子が面白がって、小さい頃のように無邪気に勃起チ○ポを触ってきた! |                                                                  |        |
| ATOM-118 | どんな男でもたった1000円で極上女とヤレる方法!肩書きに弱い女（人妻・看護師・キャバ嬢…）は男性の意外な職業を知った瞬間、3秒で即マン女に豹変する! |                                                                  |        |
| ATOM-119 | 素人限定!最高賞金100万円争奪! ぬるぬる人間ローションボーリング〜ピンを全部倒せなかったらローションまみれのスケベ罰ゲーム!〜 |                                                                  |        |
| ATOM-120 | 「媚薬」と「眠剤」を混ぜたら・・・超激薬効果!効果絶大!まさかの新発見!某高級住宅地に1日限定でオープンした偽アロマ整体院にやって来た清楚で巨乳なお嬢様に「媚薬」&「眠剤」入りの特製ドリンクを飲ませたら、超敏感ボディに変貌!泡まで吹いて思わず失禁!この後、さらにとんでもない事に・・・!2                                |                                                                  |        |
| ATOM-121 | 新人タレント偽温泉番組レポート 2 | 初見果梨奈、荒木ありさ、万里杏樹                                 |        |
| ATOM-122 | パンチラなんて気にするな！ なりきり！女大怪盗ゲーム | 長谷川しずく、成嶋このみ...他                                    |        |
| ATOM-123 | ギザ売れ全部乗せ限定BOX 3枚組！10時間 1,980円売り上げ上位24タイトル＋完全撮り下し作品収録！ |                                                                  |        |

| 2013年   | 2013年 | 2013年                                                                                             | 2013年 |
| 品番     | タイトル | 出演女優                                                                                           |        |
| -------- | --- | -------------------------------------------------------------------------------------------------- | ------ |
| ATOM-124 | 父娘対抗！近親相姦野球拳 娘が全裸になったら禁断の近親セックス!! | 坂野由梨、小嶋ジュンナ、鈴木かな、吉見奈央                                                         |        |
| ATOM-125 | 男性エステティシャンのオイルマッサージでうっかりイってしまう超敏感娘は、彼氏がすぐ横にいるにも関わらずバレないようにコソコソエッチをしたがる! | |        |
| ATOM-126 | 夢の3Pがしたくて!訪問レディとデリヘル嬢をダブルブッキング！隣の部屋で待つ真面目な訪問レディのお姉さんの目の前でデリヘル嬢との生々しい濃厚プレイを見せつけてみた! | 南梨央奈、篠田彩音、星野来夢、平子知歌                                                             |        |
| ATOM-127 | 素人限定!当たれば丸見え!?ドキドキ!!全裸ストラックアウト!!! | 稲川なつめ、芹沢つむぎ、三浦まい                                                                   |        |
| ATOM-128 | 素人娘よりもワンランクもツーランクも上のS級娘とエッチな事がしたいから、『新作スポーツウェアのCM撮影』だと嘘を言い、巨乳＆美尻自慢のモデルを集め媚薬を飲ませたら、そこら中にお漏らしや潮を撒き散らすほどの超敏感娘に激変!! | 北川瞳、友田彩也香、桂希ゆに                                                                       |        |
| ATOM-129 | OL失禁 泡泡 洗体エステ キャリアウーマン赤面お漏らし | 吉咲あんり...他                                                                                    |        |
| ATOM-130 | 「5回だけ抜き挿しさせてください!」高額報酬だけではAVに出てくれないS級素人娘に、「5回抜き挿しするだけで終了します!」と、ハードルを下げてお願いするとまさかのOK! | 吉田花、篠めぐみ、朝倉ことみ、かすみりさ                                                           |        |
| ATOM-131 | 「生理前の1週間だけはとんでもないヤリマン女になってしまう新人医師の私は、包茎手術後の禁欲で包帯を解くだけで即フル勃起してしまう剥き立てチ○ポに欲情!パンチラや胸チラさらにはオナニーを見せつけて患者を誘惑!セックスまでしてしまう私は医師失格でしょうか?                                                                                        | 香椎みなみ...他                                                                                    |        |
| ATOM-132 | お金が欲しい素人限定!目指せ!賞金100万円!お漏らしガマン選手権 | 茉莉もも...他                                                                                      |        |
| ATOM-133 | 木下若菜・一ノ瀬アメリ・愛花沙也・森ななこが、変装（ナース、家庭教師、女子校生、OL、ギャル等）して潜入!素人喰い!! | 木下若菜、一ノ瀬アメリ、愛花沙也、森ななこ                                                         |        |
| ATOM-134 | ドドドドピュッー!エロ漫画みたいな終わらない大量ザーメン発射 | 夢実あくび、本衣織、星崎亜耶、藤咲リオナ、郁田ひな                                                 |        |
| ATOM-135 | 素人限定!感じたら落ちちゃうよ!ぐらぐらタワー電マがまん選手権 | 坂下えみり、葵野まりん、中川美香、吉見りいな、日向優梨、小橋咲                                     |        |
| ATOM-156 | 失神泡吹き痙攣 新兵器アクメ | 美咲結衣、篠原友里恵、有村千佳...他                                                                |        |
| ATOM-157 | 尾上若葉 拘束路線バス | 尾上若葉                                                                                           |        |
| ATOM-158 | カラダは大人!ココロは赤ん坊!オムツをはいたアダルトベイビー!全裸オムツ保育園 | 初美沙希、森川ななせ、みやび真央、秋月夕奈、安達柚奈、伊藤うらら、窪塚みいな、中野唯、如月しょうこ |        |
| ATOM-159 | 童貞筆おろし男の潮吹きエステ〜射精を超える天井知らずの気持ち良さ!極上美女の超絶テクニックで快楽の天国へお連れします〜 | 瀧川花音、桜井あゆ、脇坂エム、玉木ちな、三浦まい                                                   |        |
| ATOM-160 | 彼氏の浮気心を徹底調査!謎のセクシー美女は美人局(つつもたせ)!! 仲居、マッサージ師、宿泊客に成り済ましたAV女優が超ドスケベに彼氏を誘惑!もし、彼氏が誘惑に負けて彼女を裏切りエッチしちゃったら、恋人関係は解消!美人局で徹底的に慰謝料を請求!全額彼女にプレゼント!                                                                                 | 野口まりや、中野ありさ、藤堂なぎさ、川崎ゆい、朝桐光                                               |        |
| ATOM-161 | Q.温泉旅館にやってきた夫婦が超格安広告に釣られて出張マッサージを呼ぶと部屋にやってきたのは、どうひっくり返ってもマッサージ師には見えない服装（胸の谷間全開＆パンツ見えまくり）の巨乳ギャルです!!隣りにいる奥さんの事は完全無視で性感マッサージを始める巨乳ギャルは当然、本番のセックスまでヤル気満々です!さて、このあと夫はどうするでしょう…!? | 前田彩七、さとう遥希、みなみ愛梨、羽月希、星海レイカ                                               |        |
| ATOM-162 | 早漏マ○コ改善エステ 〜イク直前に刺激を寸止め。「焦らし」の施術を何度も繰り返し、敏感過ぎる「早漏マ○コ」を改善〜 | 芹沢つむぎ、篠宮ゆり、新山かえで、小野寺のあ、石原あゆむ                                           |        |
| ATOM-163 | 新人AV女優限定!(※1人ベテラン!) 10人全員発射させるまで帰れません!! | 渡辺もも、高木麗奈、羽月希、矢口理央、三条加奈子                                                   |        |
| ATOM-164 | AV女優ガチンコチャレンジ企画!セックスの相手はいったい誰!?今の彼氏、元カレ、童貞男子の中の誰か1人と目隠ししながらセックスして、相手が誰かを当てることができれば賞金100万円！間違えれば彼氏の目の前でドスケベ男優が激ピストンでイカせまくり最後は中出しの罰ゲーム!!                                                                              | 篠田彩音、中川アンナ、仲間直緒、沢田ゆかり                                                         |        |
| ATOM-165 | エステティシャンに成り済ましたAV女優がブライダルエステにやって来たカップルの彼氏を誘惑!彼女の横で超絶テクの気持ちいいマッサージをしたら彼氏はどうするのか!? | 綾瀬れん、芦名ユリア、音羽レオン、有村千佳、坂下えみり                                             |        |
| ATOM-166 | 新人タレント偽温泉番組レポート 3 | 有沢りさ、佐々木恋海、北川エリカ、朝桐光、藤堂なぎさ                                               |        |
| ATOM-167 | お金欲しさに参加してしまった［コンドームサンプルモニター］。コンドームの強度を調べる為とはいえ、知らない男性の前で裸になってアソコに指を入れられたり、バイブを突っ込まれたり…、最後はエッチまでしてしまいました…。しかも!!試作段階のコンドームが破れてしまって、中に出されちゃったんです…。2                                                   | 宇佐美なな、篠宮ゆり、沙藤ユリ、持田美琴                                                           |        |
| ATOM-168 | 美人教師のHな極秘アルバイト 放課後校内ヘルス | さとう遥希、青羽勇歩、遠藤百音、玉木ちな、元山はるか                                               |        |

| 2014年   | 2014年 | 2014年                                                     | 2014年 |
| 品番     | タイトル | 出演女優                                                   |        |
| -------- | --- | ---------------------------------------------------------- | ------ |
| ATOM-169 | ダルマさんが転んだ!!ツイスターゲーム | あき・みか、あゆみ・みき、ともみ・ゆか、かおり・あや       |        |
| ATOM-170 | 訪問女性 監禁調教ワンルーム 〜僕の自宅に来た女性（家電修理、古本買い取り、家政婦、ラーメン出前）を監禁して性的調教をした一部始終〜 | 沙藤ユリ、西園寺れお、星崎亜耶、南のりか                   |        |
| ATOM-171 | 「顔を見てビックリ!?完全に人違いでした…」 目の前にいた男性を彼氏だと勘違いして恥ずかしいくらいスケベに責めていた私はそれが絶対にエッチしちゃいけない相手（彼の友達、彼の弟、彼の父親）だと気付いたときには、時すでに遅し…。もう自分を止められない程の超エロモードの私はそのまま強引にエッチまでしちゃいました…。 |                                                            |        |
| ATOM-172 | 遅漏マ○コ改善催眠エステ | 芦名ユリア、星海レイカ、永井ゆりな、蒼井さくら、三井倉菜結 |        |
| ATOM-173 | 経験人数100人以上のヤリマン限定!遅漏チ○ポ早ヌキ対決!制限時間30分!遅漏男とセックスをしてイカせることができれば賞金100万円! |                                                            |        |
| ATOM-174 | お嬢様女子大生限定!スカート巾着（きんちゃく）クイズ クイズに正解すれば相手のスカートがめくれ上がる!不正解すれば自分のスカートがめくれ上がる!最後まで勝ち残れば豪華海外旅行ゲット!巾着状態になってしまうと失格!即ファックの罰ゲーム                                                                               |                                                            |        |
| ATOM-175 | 制限時間30分!巨乳娘が水着に着替えてチャレンジ!どんな事されてもオシッコ我慢してください! |                                                            |        |
| ATOM-176 | 高額報酬が目当てで〔避妊薬のサンプルモニター〕に男性経験も無いのに参加してしまった私は、見知らぬ男性の前で裸になり、全身を愛撫され、処女喪失しました。しかも避妊薬の効果が現れず、妊娠までしてしまったんです…。                                                                                                  |                                                            |        |
| ATOM-177 | 素人限定!賞金orエロプレイ!精子ぶっかけルーレット! |                                                            |        |
| ATOM-178 | ガニ股＆パンチラ必須!ハイヒールのミニスカ素人娘限定!股裂けクイズ |                                                            |        |
| ATOM-179 | AVの撮影現場で家族全員まさかの鉢合わせ!秘密にしていたAVのお仕事がバレちゃった!家族騒然!一家全員AV関係者!父と娘が!息子と母が!姉と弟が!ヤルこと全てが近親相姦!家庭崩壊!?史上最悪の一日 | 原千草、あすか光希、大塚れん、YANAMO                       |        |
| ATOM-180 | 見知らぬ男女は童貞＆処女!ドキドキ!!王様ゲーム2 |                                                            |        |
| ATOM-181 | 絶対に感じてはいけない病院24時間 | 伊藤りな、さとう遥希、大塚れん、長瀬あおい                 |        |